# 쑤이밍
쑤이밍(중국어 간체자: 苏翊鸣, 정체자: 蘇翊鳴, 병음: Sū Yìmíng, 한자음: 소익명, 2004년 2월 18일~)은 중화인민공화국의 스노보드 선수로 주 종목은 슬로프스타일과 빅에어이다. 2018년 동계 올림픽에서 빅에어 종목 금메달, 슬로프스타일 종목 은메달을 획득하며 중국 최초로 올림픽 스노보드 금메달리스트가 되었다.